# Эсте, Флоренс
Флоренс Эсте (англ. Florence Esté; 1860—1926) — американская художница, работавшая маслом, акварелью, пастелью, также как гравёр.
Была особенно известна своими пейзажами, в некрологе New York Times она упоминается как «одна из самых известных женщин-пейзажистов».

## Биография
Родилась в 1860 году в Цинциннати.
В 1874 году вместе с Эмили Сартен поехала во Францию, где училась у Тони Робера-Флери и работала в мастерской Эмили Сартен и Жанны Ронжье.
В 1876—1882 годах она училась у Томаса Икинса в Пенсильванской академии изящных искусств. В 1886—1887 годах она, её подруга Сесилия Бо и другие молодые художницы — Дора Браун и Джулия Фут, учились с Уильямом Сартеном в частных художественных классах Филадельфийской школе дизайна для женщин, где сестра Уильяма — Эмили Сартейн была директором.
В 1884 году Флоренс училась искусству гравирования у Стивена Пэрриша. Эсте Флоренс стоит в одном ряду женщин, ставшими значительными фигурами в возрождении американского офорта, в том числе Габриэль Клементс, Бланш Диллай, Маргарет Лесли, Маргарет Левин и Мэри Франклин.

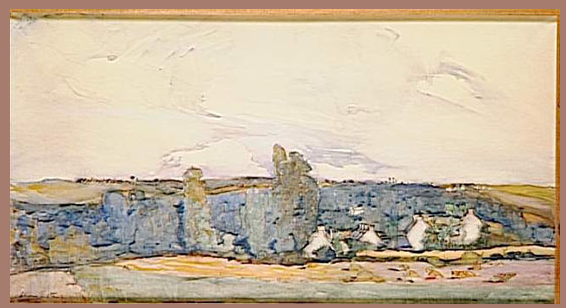
Картина Un Bourg breton

В 1888 году художница навсегда переехала во Францию. В Париже она поступила в Академию Коларосси, там училась у Александра Нозаля и Рафаэля Коллена. Флоренс Эсте оставалась во Франции и во время Первой мировой войны. Она стала членом Национального общества изобразительных искусств и выставлялась в Парижских салонах. Одна из её работ — картина Un Bourg breton была куплена французским правительством в 1918 году, а картина La Vallée была куплена государством в 1921 году. Некоторые из её картин были представлены в Люксембургской галерее в Париже.
Флоренс Эсте стала членом клуба Philadelphia Water Color Club, выставлялась в США на ежегодной выставке в Филадельфии — Annual Philadelphia Watercolour Exhibition, а также в Художественном институте Чикаго и Пенсильванской академии изящных искусств. Её акварели выиграли приз академии в 1925 году. В 1913 году художница принимала участие в Арсенальной выставке, где представила свои акварели The Village и The First Snow.
Умерла 25 апреля 1926 года в Париже.
Флоренс Эсте замужем не была. Дружила со своими сокурсниками из Пенсильванской академии: Элизабет Кентон, Элис Стивенс, Мэри Троттер и Габриэль Клементс.